# Samsung Galaxy A15
Il Samsung Galaxy A15 è uno smartphone prodotto da Samsung, facente parte della serie Samsung Galaxy A.

## Caratteristiche tecniche

### Hardware
Il Galaxy A15 è uno smartphone con form factor di tipo slate, le cui dimensioni sono di 160,1 × 76,8 × 8,4 mm, e pesa 200 grammi.
Il dispositivo è dotato di connettività GSM, HSPA, LTE, Wi-Fi 802.11 a/b/g/n/ac dual-band, con supporto al Wi-Fi Direct. Inoltre, è dotato di Bluetooth 5.3 con A2DP e LE, di GPS con GLONASS, GALILEO, BDS e QZSS, supporta l'NFC (solo in alcune aree geografiche) ed integra una radio FM (solo in alcune aree geografiche).
È disponibile anche in versione dual SIM dual standby.
Possiede una porta USB-C 2.0 e dispone di un ingresso jack audio da 3,5 mm.
È dotato di schermo touchscreen capacitivo da 6,5 pollici di diagonale, di tipo Super AMOLED, con risoluzione 1080 × 2340 pixel, frequenza d'aggiornamento 90 Hz, luminosità massima di 800 nits e un rapporto d'aspetto 19,5:9.
La batteria ai polimeri di litio è da 5000 mAh (non removibile), e supporta la ricarica cablata a 30 W.
Il chipset è un MediaTek Helio G99, con CPU octa core (2 Cortex-A76 a 2.2 Ghz e 6 Cortex-A55 a 2 GHz).
I tagli della memoria interna vanno dai 128 ai 256 GB espandibili con una MicroSDXC, mentre la RAM varia dai 4 agli 8 GB (in base alla versione scelta).

### Fotocamera
La fotocamera posteriore ha un sensore principale da 50 megapixel, con apertura f/1.8 (grandangolare) e autofocus, un sensore ultra-grandangolare da 5 MP e f/2.2, e un sensore macro da 2 MP  e f/2.4. È dotata di autofocus, HDR e flash LED, ed è in grado di registrare video alla risoluzione di 1080p a 30 fotogrammi al secondo. La fotocamera anteriore è singola, da 13 MP e con apertura f/2.0, in grado di registrare video a 1080p a 30 fps.

### Software
Il sistema operativo di default è Android 14, con l'interfaccia utente One UI 6.

## Colorazioni
Il Samsung Galaxy A15 è disponibile in quattro colorazioni: Brave Black, Optimistic Blue, Magical Blue e Personality Yellow.

## Varianti

### Galaxy A15 5G
Il Samsung Galaxy A15 5G è una variante del Galaxy A15, commercializzata contemporaneamente a quest'ultimo, che differisce dall'A15 per la presenza del 5G, per il chipset MediaTek Dimensity 6100+, per la presenza di uno stabilizzatore d'immagine EIS e per l'assenza della radio FM.